# Cantón de Montguyon
El cantón de Montguyon era una división administrativa francesa, que estaba situada en el departamento de Charente Marítimo y la región de Poitou-Charentes.

## Composición
El cantón estaba formado por catorce comunas:
- Boresse-et-Martron
- Boscamnant
- Cercoux
- Clérac
- La Barde
- La Clotte
- La Genétouze
- Le Fouilloux
- Montguyon
- Neuvicq
- Saint-Aigulin
- Saint-Martin-d'Ary
- Saint-Martin-de-Coux
- Saint-Pierre-du-Palais

## Supresión del cantón de Montguyon
En aplicación del Decreto n.º 2014-269 de 27 de febrero de 2014, el cantón de Montguyon fue suprimido el 22 de marzo de 2015 y sus 14 comunas pasaron a formar parte del nuevo cantón de Los Tres Montes.